# Solenocarpus philippinensis
Solenocarpus philippinensis är en sumakväxtart som först beskrevs av Adolph Daniel Edward Elmer, och fick sitt nu gällande namn av André Joseph Guillaume Henri Kostermans. Solenocarpus philippinensis ingår i släktet Solenocarpus och familjen sumakväxter. Inga underarter finns listade i Catalogue of Life.